# سرژ تابکو
سرژ تابکو (انگلیسی: Serge Tabekou؛ زادهٔ ۱۵ اکتبر ۱۹۹۶) بازیکن فوتبال اهل کامرون است.
از باشگاه‌هایی که در آن بازی کرده است می‌توان به باشگاه فوتبال سدان و باشگاه فوتبال خنت اشاره کرد.
وی همچنین در تیم ملی فوتبال کامرون بازی کرده است.